# جورجي أبرامز
جورجي أبرامز (بالإنجليزية: Georgie Abrams)‏ مواليد 11 نوفمبر 1918 في روانوك - الوفاة 30 يونيو 1994 في لاس فيغاس، كان ملاكم محترف أمريكي صنّف ضمن فئة الوزن المتوسط.

## إحصائيات
خاض خلال مسيرته 61 نزالا، فاز في 48 وتعادل في 3 وخسر في 10. فاز بالضربة القاضية في 9 نزالا.

## روابط خارجية
- جورجي أبرامز على موقع بوكس ريك (الإنجليزية) (registration required)